# Rogers megye
Rogers megye az Amerikai Egyesült Államokban, azon belül Oklahoma államban található. Megyeszékhelye és legnagyobb városa Claremore. Lakosainak száma 95 240 fő (2020. április 1.). Rogers megye Nowata, Craig, Mayes, Wagoner, Washington és Tulsa megyékkel határos.

## Népesség
A megye népességének változása:
| Lakosok száma | 87 022 | 87 696 | 88 313 | 89 044 | 90 802 | 95 240 |
|               | 2010   | 2011   | 2012   | 2013   | 2015   | 2020   |